# Joyce Barclay
Joyce Barclay (22 luglio 1944) è un'ex tennista britannica.
È conosciuta anche con i cognomi da sposata Williams e Hume.

## Carriera
In carriera ha vinto un titolo di doppio, il Sutton Hard Court Championships nel 1971, in coppia con l'australiana Evonne Goolagong. Nei tornei del Grande Slam ha ottenuto il suo miglior risultato raggiungendo le semifinali di doppio agli US Open nel 1968 e a  Wimbledon nel 1972.
In Fed Cup ha giocato 11 partite con la squadra britannica, ottenendo 6 vittorie e 5 sconfitte. Nella finale del 1972 ha disputato un match di doppio, perso in coppia con Virginia Wade, portando il Sudafrica alla vittoria.

## Statistiche

### Singolare

#### Finali perse (2)
| Numero | Anno           | Torneo                                     | Superficie | Avversaria in finale | Punteggio     |
| 1.     | 2 maggio 1971  | Sutton Hard Court Championships, Sutton    |            | Evonne Goolagong     | 5-7, 6-2, 3-6 |
| 2.     | 17 giugno 1973 | Surrey Hard Court Championships, Guildford |            | Evonne Goolagong     | 5-7, 2-6      |

### Doppio

#### Vittorie (1)
| Numero | Anno          | Torneo                                  | Superficie | Compagna         | Avversarie in finale        | Punteggio |
| 1.     | 2 maggio 1971 | Sutton Hard Court Championships, Sutton |            | Evonne Goolagong | Shirley Brasher Jill Cooper | 6-4, 6-3  |

### Doppio

#### Finali perse (3)
| Numero | Anno            | Torneo                                     | Superficie | Compagna      | Avversarie in finale           | Punteggio     |
| 1.     | 2 aprile 1972   | South African Open, Johannesburg           |            | Winnie Shaw   | Evonne Goolagong Helen Gourlay | 1-6, 4-6      |
| 2.     | 17 giugno 1973  | Surrey Hard Court Championships, Guildford |            | Winnie Shaw   | Evonne Goolagong Helen Gourlay | 2-6, 1-6      |
| 3.     | 3 novembre 1974 | Welsh International Open, Cardiff          |            | Jackie Fayter | Lesley Charles Sue Mappin      | 6-3, 2-6, 2-6 |